# Ryder (Dakota del Nord)
Ryder è un centro abitato (city) degli Stati Uniti d'America, situato nella Contea di Ward, nello Stato del Dakota del Nord. Nel censimento del 2000 la popolazione era di 92 abitanti. La città è stata fondata nel 1906. Appartiene all'area micropolitana di Minot.

## Geografia fisica
Secondo i rilevamenti dell'United States Census Bureau, la località di Ryder si estende su una superficie di 0,90 km², tutti occupati da terre.

## Popolazione
Secondo il censimento del 2000, a Ryder vivevano 92 persone, ed erano presenti 23 gruppi familiari. La densità di popolazione era di 108 ab./km². Nel territorio comunale si trovavano 67 unità edificate. Per quanto riguarda la composizione etnica degli abitanti, il 97,83% era bianco, l'1,09% era nativo e l'1,09% proveniva dall'Asia.
Per quanto riguarda la suddivisione della popolazione in fasce d'età, il 22,8% era al di sotto dei 18, il 3,3% fra i 18 e i 24, il 18,5% fra i 25 e i 44, il 44,6% fra i 45 e i 64, mentre infine il 10,9% era al di sopra dei 65 anni di età. L'età media della popolazione era di 46 anni. Per ogni 100 donne residenti vivevano 130,0 maschi.